# Inmigración china en Rusia
Los chinos étnicos en Rusia ascendían oficialmente a 39 483 según el censo de 2002. Sin embargo, esta cifra es impugnada, ya que la Comisión de Asuntos de China de Ultramar de la República de China en Taiwán reclamó 998 000 en 2004 y 2005, y los demógrafos rusos generalmente aceptaron estimaciones en el rango de 200 000 a 400 000 a partir de 2004. Temporal La migración y el comercio de transbordadores llevados a cabo por comerciantes chinos son más frecuentes en el Distrito Federal del Lejano Oriente de Rusia, pero la mayoría cruza la frontera de un lado a otro sin establecerse en Rusia; la comunidad china en Moscú tiene una mayor proporción de residentes a largo plazo.

## Historia

### Imperio ruso

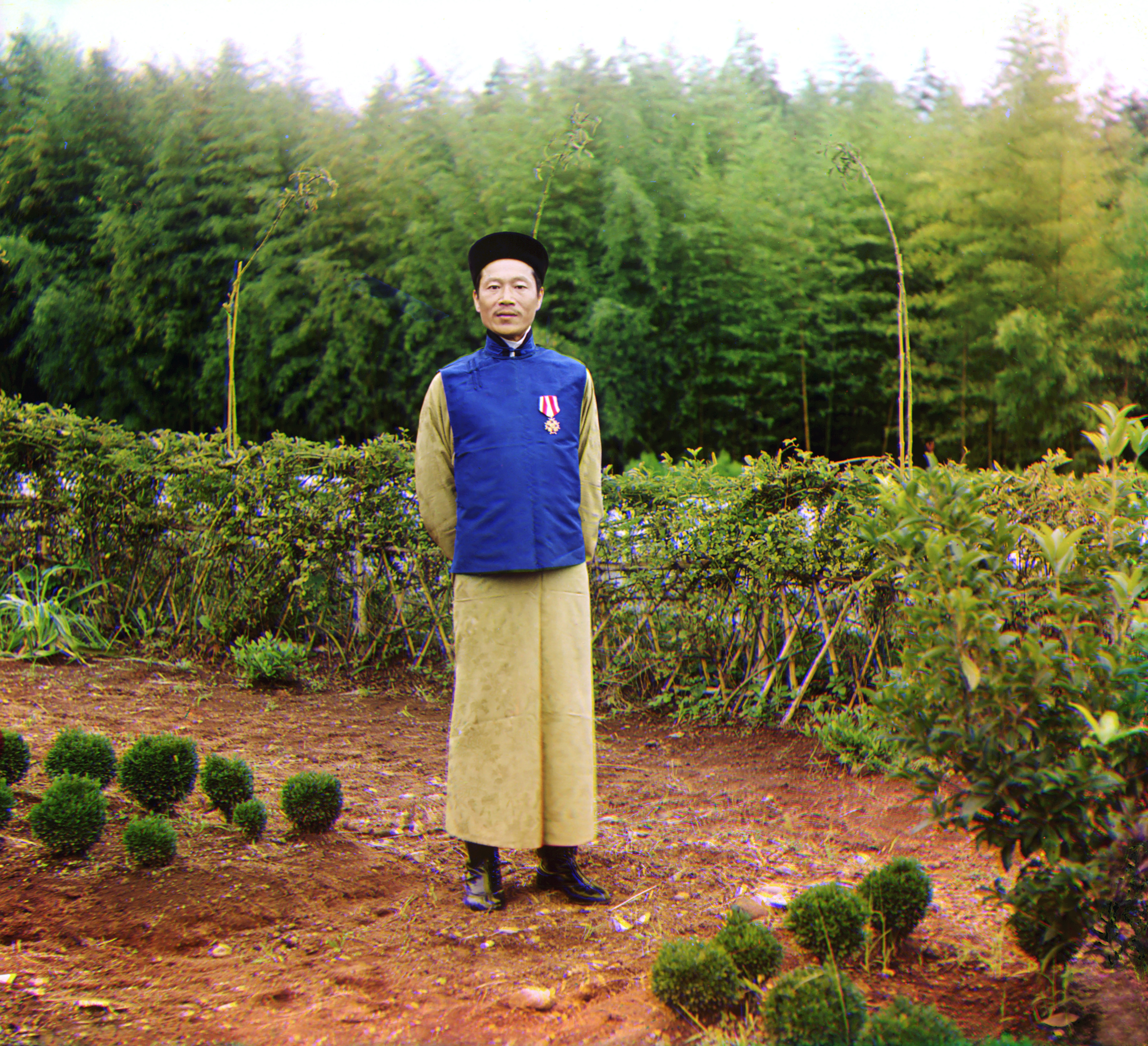
Liu Junzhou (劉 峻 周) de Ningbo, Zhejiang fue invitado a establecer una plantación de té en Georgia (entonces parte del Imperio Ruso) en 1893. Esta foto de él fue tomada entre 1905 y 1915 por Sergei Mikhailovich Prokudin-Gorskii.

La dinastía Qing de China, dirigida por los manchúes, gobernó el territorio de Tartaria Oriental o Manchuria Exterior — ahora conocida como el Lejano Oriente ruso — hasta que fue anexada por el Imperio Ruso en 1858-1860 mediante el Tratado de Aigun y la Convención de Pekín. La expansión rusa a través de los Montes Urales en el área resultó en un bajo nivel de conflicto armado durante las décadas de 1670 y 1680; en 1685 las dos partes acordaron reunirse para negociar las fronteras. El resultado fue el Tratado de Nerchinsk de 1689, en virtud del cual los Qing cedieron sus anteriores reclamos de territorio hasta el río Lena, a cambio de la destrucción de los fuertes y asentamientos rusos en la cuenca del río Amur. Sin embargo, bajo el Tratado de Pekín de 1860, los Qing cedieron incluso la orilla opuesta del río Amur a Rusia. Conservaron los derechos administrativos sobre los residentes de las sesenta y cuatro aldeas al este del río Heilongjiang (aunque no la soberanía sobre el territorio en sí); sin embargo, las tropas rusas masacraron a los súbditos Qing del territorio durante la Rebelión de los Bóxers.
La Guerra de Manza en 1868 fue el primer intento de Rusia de expulsar a los chinos del territorio que controlaba. Estallaron hostilidades alrededor de Pedro el Gran Golfo, en Vladivostok, cuando los rusos intentaron cerrar las operaciones de extracción de oro y expulsar a los trabajadores chinos allí. Los chinos resistieron un intento ruso de tomar la isla Askold y, en respuesta, 2 estaciones militares rusas y 3 ciudades rusas fueron atacadas por los chinos, y los rusos no lograron expulsar a los chinos.
La migración a gran escala de los territorios de la dinastía Qing a tierras que en realidad están bajo el control del Imperio Ruso no comenzó hasta finales del siglo XIX. Desde 1878 hasta principios de la década de 1880, miles de chinos hui escaparon de Xinjiang, Gansu y Ningxia a través de las montañas Tian Shan hacia Asia central, huyendo de la persecución tras la Guerra de las Minorías Hui; se hicieron conocidos como los dunganos.
Por separado, otros grupos de inmigrantes de habla china fueron al Extremo Oriente Ruso; el censo del Imperio Ruso de 1897 mostró un total de 57 459 hablantes de chino (47 431 hombres y 10 028 mujeres), de los cuales 42 823 (74,5 %) vivían solo en el Krai de Primorie. Los bandidos chinos Honghuzi asaltaron a los colonos rusos en la región del Extremo Oriente Ruso durante los siglos XIX y XX, en un incidente, los Honghuzi atacaron a la familia Heeck, secuestraron al hijo de Fridolf Heeck y mataron a su sirviente y esposa en 1879
Pocos de los chinos en el Extremo Oriente del Imperio Ruso podrían convertirse en súbditos rusos. Se informa que, al menos durante un período, solo las personas que hubieran estado casadas con un súbdito ruso y se hubieran convertido en cristianas serían elegibles para la naturalización. Uno de los chinos más exitosos a finales del siglo XIX en Rusia, el próspero comerciante de Jabarovsk, Ji Fengtai (紀 鳳台), más conocido bajo el nombre rusificado Nikolai Ivanovich Tifontai, tuvo su primera petición de naturalización rechazada por el gobernador Andrei Korff a finales de la década de 1880, por el motivo de que el solicitante todavía usaba una coleta china; su segunda solicitud fue aprobada en 1894, a pesar del peinado manchú de los solicitantes, ya que las autoridades tomaron en cuenta el hecho de que su hijo, y heredero de su fortuna, nació en Rusia y fue un cristiano bautizado. Más tarde, Tifontai iba a desempeñar un papel importante en la expansión económica de Rusia en Manchuria.
Durante la Primera Guerra Mundial, varios miles de residentes chinos del Imperio Ruso fueron llevados a la Rusia europea para trabajar en la construcción de fortificaciones. Después de la Revolución de octubre de 1917, un gran número de chinos étnicos también participaron en la guerra civil rusa.

### Rusia soviética

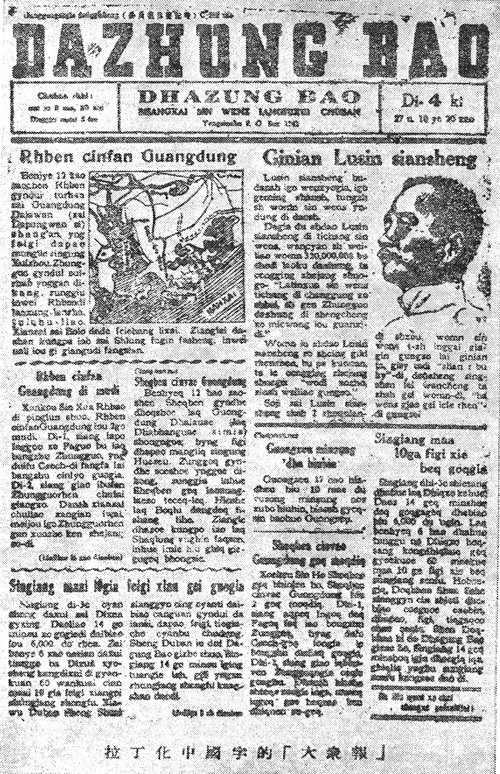
Un periódico soviético de los años 30 en idioma chino en la escritura alfabética Latinxua Sin Wenz

En el primer censo de la Unión Soviética de toda la Unión, realizado en 1926, 100 000 encuestados declararon que tenían la nacionalidad china o que el chino era su idioma principal; tres cuartas partes de ellos estaban en el Lejano Oriente ruso. Vladivostok era un 22 % chino, e incluso Moscú tenía una comunidad de aproximadamente 8000 chinos, en gran parte de origen Shandong, que tenían lavanderías, panaderías y tiendas de prendas de punto, además de participar en la venta ambulante. Fuera de las ciudades, otros se dedicaban a la minería y al cultivo de opio. Bajo la Nueva Política Económica, se extendieron a otros centros urbanos, incluidos Novosibirsk y Barnaul. La ola de migración china a la Unión Soviética duró hasta 1929; la frontera se mantuvo relativamente porosa incluso hasta mediados de la década de 1930.
Pocas mujeres chinas emigraron a Rusia; muchos hombres chinos, incluso aquellos que habían dejado esposas e hijos en China, se casaron con mujeres locales en la década de 1920 como resultado, especialmente aquellas mujeres que habían quedado viudas durante las guerras y los trastornos de la década anterior. A sus hijos mestizos se les solía dar nombres rusos; algunos conservaron los apellidos chinos de sus padres, mientras que otros adoptaron apellidos rusos, y una gran proporción también inventó nuevos apellidos usando el apellido completo de su padre y el nombre de pila como el nuevo apellido.
A finales de la década de 1920 y principios de la de 1930, el pueblo chino soviético, como la mayoría de los grupos étnicos importantes de la Unión Soviética, tenía un sistema de escritura basado en el alfabeto latino desarrollado para ellos; se utilizó para publicar varias publicaciones periódicas. Simultáneamente, se desarrolló un sistema de escritura diferente basado en el latín para los dunganos, que ya se consideraban un grupo étnico separado. Esto fue acompañado por una campaña más amplia para aumentar la alfabetización entre los trabajadores chinos, estimada en solo un tercio en 1923. En la década de 1930, había diez escuelas primarias estatales, una escuela secundaria vocacional, una universidad y dos escuelas nocturnas que usaban el chino como medio de instrucción.
Sin embargo, muchos trabajadores migrantes chinos fueron repatriados a China en 1936. Los chinos que permanecieron en el Lejano Oriente ruso fueron deportados a otras áreas de Rusia en 1937 por temor a que sus comunidades pudieran ser infiltradas por espías japoneses. Aproximadamente 11 000 chinos fueron arrestados a partir de ese año, y 8000 se vieron obligados a reasentarse en el norte de Rusia.
También a partir de la época de la Revolución de Octubre de 1917 en Rusia y hasta la división chino-soviética de los años 50 y 60, muchos aspirantes a comunistas chinos fueron a estudiar a Moscú, entre ellos Liu Shaoqi, futuro presidente de la República Popular China, y Chiang Ching. kuo, el hijo de Chiang Kai-shek. Hubo una gran cantidad de luchas internas entre ellos. Desde
hasta 1965, aproximadamente 9000 estudiantes chinos fueron a la Unión Soviética para continuar sus estudios; todos, excepto unos pocos cientos, finalmente regresaron a China, aunque a menudo enfrentaron la persecución del Movimiento Anti-Derecha como resultado de sus conexiones con el extranjero. La ola de inmigración más reciente tiene su origen en 1982, cuando Hu Yaobang visitó Harbin y aprobó la reanudación del comercio transfronterizo; la inmigración se mantuvo lenta hasta 1988, cuando China y la Unión Soviética firmaron un acuerdo de turismo sin visado. Sin embargo, el gobierno ruso rescindió el acuerdo de viaje sin visa solo 6 años después.

## Demografía y distribución

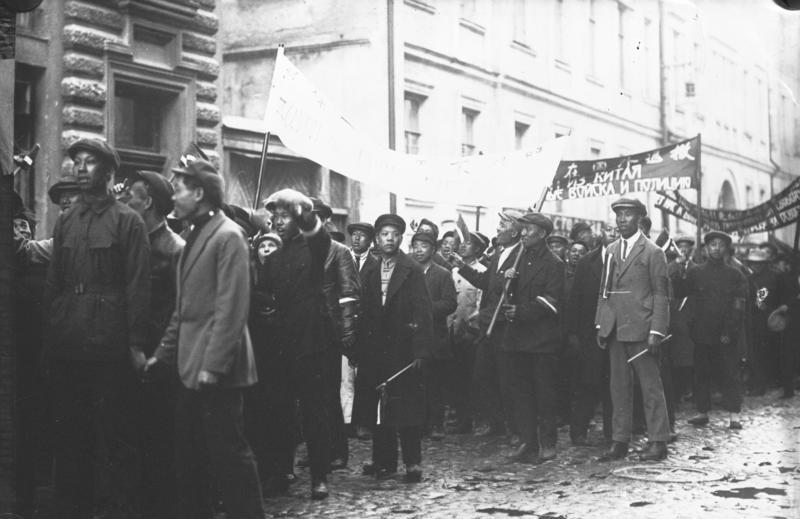
Manifestación china en 1932 en Moscú contra la agresión japonesa en China.

La población total de origen étnico chino en Rusia es un tema un tanto controvertido. En el censo de 2002, solo 34 500 residentes de Rusia (tanto ciudadanos rusos como extranjeros) se autoidentificaron como chinos étnicos, aproximadamente la mitad de ellos en Rusia occidental (principalmente Moscú). En opinión de muchos demógrafos rusos, el número del censo puede estar subestimado; Los demógrafos rusos consideran que la estimación de 200 000 a 400 000, o como mucho 500 000, es la más fiable. Por ejemplo, Zhanna Zayonchkovskaya, jefa del Laboratorio de Migración de Población del Instituto Nacional de Pronósticos Económicos de la Academia de Ciencias de Rusia, calculó en 2004 el número total de chinos presentes en Rusia en un momento dado (como residentes o visitantes) en unas 400 000 personas., mucho menor que la suposición mal educada de 2 millones que había dado Izvestiya. Si las estimaciones de los medios populares como la cifra de 2003 de 3,26 millones fueran correctas, los chinos formarían el cuarto grupo étnico más grande de Rusia después de los rusos (104,1 millones), los tártaros (7,2 millones) y los ucranianos (5,1 millones).
Las dos principales comunidades chinas de Rusia son las de Moscú y las del Lejano Oriente Ruso. Se creía que la comunidad de Moscú era la más grande en 2002, con 20 000 a 25 000 personas; Los líderes de la comunidad china dan estimaciones aún más altas en el rango de 30 000 a 40 000. Vienen de la mayoría de las provincias de China. Moscú tiene la mayor proporción de residentes a largo plazo (los que viven en Rusia durante más de tres años), con un 34 %.
En el Lejano Oriente ruso, los principales centros urbanos de asentamiento chino incluyen Jabarovsk, Vladivostok y Ussuriisk, aunque en 2002, la población china total combinada en esas tres ciudades es menor que la de Moscú. En Ussuriysk, una gran proporción de los inmigrantes chinos que trabajan como comerciantes son joseonjok (Ciudadanos chinos de ascendencia coreana ); su población total se estima en quizás 2 o 3 mil personas.
La mayoría de los trabajadores chinos en la región provienen del noreste de China, especialmente de Heilongjiang, donde forman una parte importante de la estrategia de la provincia para obtener acceso a los recursos naturales en Rusia para impulsar su propio desarrollo económico. Entre 1988 y 2003, 133 000 trabajadores subcontratados de Heilongjiang fueron a trabajar a Rusia; la mayoría estaban empleados en la construcción y la agricultura. Aunque algunos inmigrantes también provienen de Jilin, el gobierno provincial está más interesado en desarrollar relaciones con Japón y Corea del Norte y del Sur. La presión de la población y el hacinamiento en el lado chino de la frontera son una motivación para la emigración, mientras que la oportunidad de ganar dinero haciendo negocios en Rusia se describe como el principal factor de atracción. Más de cien millones de personas viven en las tres provincias del noreste de China, mientras que al otro lado de la frontera, la población del Distrito Federal del Lejano Oriente de 6,2 millones de kilómetros cuadrados se redujo de aproximadamente nueve millones en 1991 a siete millones en 2002.
Aparte de los trabajadores contratados residentes, 1,1 millones de chinos también fueron a las zonas fronterizas del Lejano Oriente ruso con visas de turista de 1997 a 2002. A pesar de la percepción de que muchos permanecen ilegalmente en Rusia, desde 1996, más del 97 % de los chinos que llegaron con visas de turista partieron a tiempo por el mismo cruce fronterizo por el que ingresaron a Rusia, y muchos del 3 % restante salieron por otros cruces fronterizos. o fueron arrestados y deportados.

## Acusaciones de irredentismo
Durante la década de 1960, cuando la división chino-soviética alcanzó su punto máximo y las negociaciones entre Beijing y Moscú sobre la regularización de la frontera prosiguieron infructuosamente, los civiles chinos realizaron frecuentes incursiones en el territorio y especialmente en las aguas controladas por la URSS. Sin embargo, las fuerzas militares de ambas partes se abstuvieron de utilizar la fuerza letal para hacer valer sus derechos fronterizos hasta un incidente de marzo de 1969 en el que ambas partes afirmaron que la otra disparó primero. La lucha se convirtió en un intento soviético de expulsar a los chinos de la isla de Zhenbao, una isla entonces disputada bajo control chino de facto. Del lado chino, 51 soldados del Ejército Popular de Liberación perdieron la vida; sin embargo, mantuvieron el control de la isla. El gobierno soviético temía que los combates marcaran el preludio de una incursión china a gran escala en el Lejano Oriente ruso.
Además, la creciente presencia china en el área comenzó a generar temores amarillos de irredentismo chino por parte de los rusos. Los periódicos rusos comenzaron a publicar especulaciones de que entre dos y cinco millones de inmigrantes chinos residían realmente en el Lejano Oriente ruso y predijeron que la mitad de la población de Rusia sería china en 2050. Los rusos normalmente creen que los chinos vienen a Rusia con el objetivo de un asentamiento permanente, e incluso el presidente Vladímir Putin fue citado diciendo: "Si no tomamos medidas prácticas para hacer avanzar el Lejano Oriente pronto, después de algunas décadas, la población rusa estará hablando chino, japonés y coreano ".
Algunos rusos perciben una intención hostil en la práctica china de usar diferentes nombres para las ciudades locales, como Hǎishēnwǎi para Vladivostok, y una creencia popular generalizada afirma que los inmigrantes chinos recuerdan la ubicación exacta de los parches de ginseng de sus antepasados y buscan recuperarlos. La preocupación identitaria contra la afluencia china se describe como menos frecuente en el este, donde se está produciendo la mayor parte del comercio de transbordadores chinos, que en la Rusia europea.